# Figura reclinada
Figura reclinada és el nom que rep una sèrie d'escultures de l'artista britànic Henry Moore realitzades durant tota la seva trajectòria artística, inspirades segons el mateix Moore en: «L'escultura primitiva que estudiava en freqüents visites al Museu Britànic i de forma especial, l'escultura asteca, etrusca, de les Illes Cíclades, però també Miquel Àngel, Brancusi, Masaccio o Archipenko.»
Henry Moore consagrat com un dels més destacats escultors de l'època contemporània a nivell internacional i el més important a Anglaterra, s'equipara amb el seu art avançat del segle XX amb el de Brancusi. La figuració de la seva obra de formes arrodonides s'enquadra dins de l'escultura orgànica i morfològica, en la que la figura es perd cap a l'abstracció, les seves escultures han estat realitzades la majoria per exposar-se a l'aire lliure i amb la seva monumentalitat identificar-se amb els paisatges que les envolten. Les figures femenines, en posició reclinada presenten la superfície externa gairebé sempre amb corbes i jocs de concavitats i convexitats, aconseguint amb aquests buits o forats la visió del volum intern. Les seves formes estan tretes de l'observació de la natura, roques, petxines, paisatges als quals incorpora algun signe real del cos humà, arribant a un límit d'art abstracte.

## Història de les figures reclinades

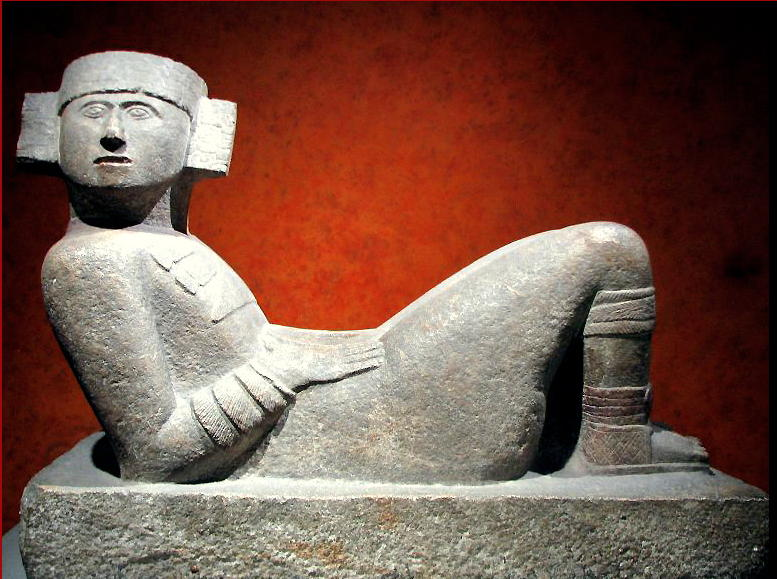
Una de les escultures de Chac Mool que s'han trobat a Chichén Itzá, font d'inspiració d'Henry Moore

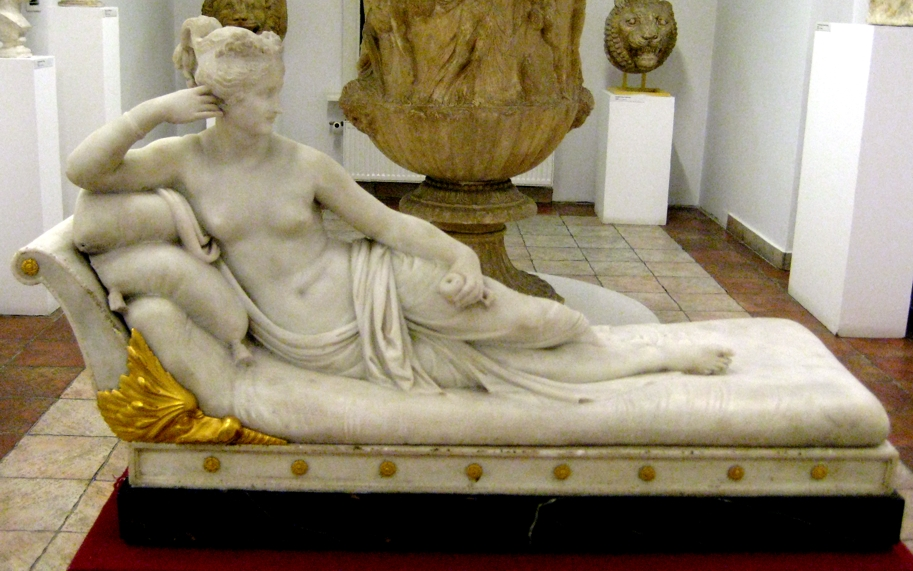
Venus victoriosa de Antonio Canova, tractament clàssic de la «figura reclinada».

A la dècada dels anys 1920 sorgeixen les seves primeres «figures reclinades» on expressa la seva gran atracció per la figura asteca Chac Mool de Chichén Itzá a l'estat de Yucatán. La primera vegada que va veure aquesta escultura reproduïda va ser en el llibre Altmexikanische (1922) de Walther Lehmann. A l'escultura europea la figura recolzada era una forma adoptada pels escultors des d'una tradició clàssica, on es representava amb un caràcter de sensualitat, bellesa ideal i amb un elevat erotisme. A la figura de Chac Mool, la interpretació és diferent, els ritmes segueixen una línia senzilla, el cap es troba girada cap al front, mentre el cos està en posició longitudinal, segons el mateix Moore: «girada de cara enlaire, cap al cel i les cames descendint com columnes». L'artista va incorporar en la seva obra la Figura reclinada per primera vegada el 1929 amb una talla en pedra d'Hornton després d'unes proves realitzades a partir de 1926. Va saber integrar en les seves «figures recolzades» la combinació de les obres asteques amb les actituds clàssiques del cos que reposa sobre un costat amb el braç aixecat, va aconseguir amb tot plegat unes escultures on l'energia es fa més intensa i aconsegueix un ric joc entre el naturalisme i l'abstracció.
L'any 1925 Henry Moore, va escriure una nota sobre la tècnica de les obres prehispàniques:
| « | Les escultures de pedra mexicanes són de grans dimensions i mostren una austeritat adusta i sublim, certament pètria. Van ser creades per autèntics escultors en comunió amb el seu material, de manera que la seva escultura posseeix part del caràcter de les muntanyes, les roques, les pedres i els còdols. | » |

Durant els anys 1930 l'estilització a les seves figures és molt més evident i també el pas cap a l'abstracció, és quan comença a perforar el volum, a les seves versions de Figura reclinada s'adverteix la forma orgànica a les seves cames, braços, pits, abdomen, el desenvolupament dels quals marca l'espai i el buit, mentre que la grafia es troba als trets figuratius del rostre o del cos, a Moore li interessa la relació del volum amb l'espai. La Figura reclinada no l'abandona mai, és el tema obsessiu de Henry Moore, és la recreació de la presència de l'ésser humà a la natura, es transforma amb el temps, però en una posició fixada, fins i tot arriba un moment en què «solament l'actitud es transparenta en el volum».
Les escultures de Moore van ser treballades en diferents materials des de l'humil guix, a la talla directa de fusta i pedra, ciment i bronzes. Va mantenir la forma de reclinada, encara que va passar de la imatge robusta, compacta i realista a nombroses variacions de mida i d'estètica, d'un llenguatge primitiu a formes ondulants, a perforar l'escultura, a descompondre-la en diverses peces i a arribar a l'art abstracte: «Només perquè crec que així puc mostrar el contingut psicològic humà de la meva obra amb la més gran franquesa i intensitat.»
El canvi dels materials es va produir principalment després de 1950, quan va deixar la talla de la pedra i fusta per dedicar-se, gairebé exclusivament, al modelatge i passat a bronze de les seves peces, tanmateix va continuar fent peces monumentals en aquest últim material com a les grans «figures reclinades en dos i tres peces».

## Catàleg
Existeixen sis volums de catàleg raonat sobre l'escultura de Henry Moore: 
- Henry Moore:Complete Sculpture.
  - Vol. 1: 1921-1948 (títol:Sculpture and Drawings) per Herbert Read.
  - Vol. 2: 1949-1954 per David Silvester.
  - Vol. 3: 1955-1964 per Alan Bowness.
  - Vol. 4: 1964-1973 per Alan Bowness.
  - Vol. 5: 1974-1980 per Alan Bowness.
  - Vol. 6: 1981-1986 per Alan Bowness; edició revisada el 1999 per Lund Humphries.

L'abreviatura LH és la utilitzada al catàleg raonat d'escultures de Moore publicat per Lund Humphries i són els números de referència que s'utilitza a la següent llista, n'hi ha al voltant de 200 peces de la Figura reclinada. Sense comptar les diverses còpies en diferents materials o maquetes d'una mateixa obra.
| Imatge                                                       | Catàleg raonat | Any                         | Títol original                                          | Tècnica Longitud                     | Localització                                                      | Observacions |
| ------------------------------------------------------------ | -------------- | --------------------------- | ------------------------------------------------------- | ------------------------------------ | ----------------------------------------------------------------- | --- |
|                                                              | LH 30          | 1926                        | Figura reclinada                                        | Guix pintat 40,6 cm                  |                                                                   | Obra destruïda |
|                                                              | LH 31          | 1926                        | Dona reclinada                                          | Bronze 40,6 cm                       |                                                                   | |
|                                                              | LH 43          | 1927                        | Dona reclinada                                          | Formigó 63,5 cm                      | Col·lecció Irina Moore                                            | |
| Imatge de l'escultura Arxivat 2012-06-30 a Wayback Machine.  | LH 59          | 1929                        | Figura reclinada                                        | Pedra Hornton marró 53,8 cm          | Leeds Art Gallery Leeds Regne Unit                                | Va ser la primera escultura realitzada per Moore de pedra Hornton l'any 1929 influït per la figura de mexicana de Chac Mool. Malgrat la gran similitud amb aquesta, ja que conserva l'aspecte de bloc i la posición del cap, en observar-la atentament és nota les diferències essencials en el cos i en les cames que les va canviar de posició, mentre que a la figura asteca són en angle simètric totes dues. Segons l'artista: «... sabia quan la vaig acabar que era la millor escultura que havia fet fins aleshores.»Henry Moore (1968) |
|                                                              | LH 71          | 1929                        | Figura reclinada                                        | Alabastre 47,6 cm                    | Col·lecció Carlo Ponti Roma Itàlia                                | |
| Imatge de l'escultura Arxivat 2016-03-03 a Wayback Machine.  | LH 84          | 1930                        | Figura reclinada                                        | Pedra Hornton verda 88,8 cm          | National Gallery of Canada Ottawa Canadà                          | Una fotografia d'aquesta escultura es va reproduir en el llibre The Meaning of Modern Sculpture de R. H. Wilenski el 1932 amb el nom equivocat de Muntanyes, a causa de l'equivalència entre el cos que es representava a l'escultura amb un paisatge muntanyós. En aquesta obra Moore canvia una mica, la posició de les anteriors més semblants a la de Chac Mool. L'estructura forma uns contrasts més forts des del cap més girat als eixos verticals i horitzontals més definits, presenta un clar intent entre l'abstracció i el naturalisme, per exemple entre els peus i les mans. |
| Imatge de l'escultura Arxivat 2012-11-17 a Wayback Machine.  | LH 85          | 1930                        | Figura reclinada                                        | Mineral de ferro (siderita) 17,1 cm  | Sainsbury Centre for Visual Arts Norwich Regne Unit               | «Vull tenir la llibertat de trobar una raó per fer les figures reclinades i més lliure per trobar un significat per a elles. L'important per l'artista és tenir un tema que permeti provar tot tipus d'idees formals.[…] En el meu cas la figura recolzada ofereix possibilitats d'aquest tipus […] en el tema que s'ha fet una dotzena de vegades abans, vostè és lliure d'inventar una forma nova.» Henry Moore (1968). |
|                                                              | LH 90          | 1930                        | Figura reclinada                                        | Pedra Corsehill 49.5cm               |                                                                   | Perduda, segurament destruïda. N'hi ha fotografies. |
|                                                              | LH 94          | 1930                        | Figura reclinada                                        | Pedra Ancastert 53,3 cm              | Detroit Institute of Art Detroit Estats Units                     | |
| Imatge de l'escultura Arxivat 2016-03-03 a Wayback Machine.  | LH 101         | 1931                        | Figura reclinada                                        | Plom 43,2 cm                         | Col·lecció privada                                                | Edició de sis exemplars en bronze un d'ells a l'Instituto Nacional de Bellas Artes de la ciutat de Mèxic. |
|                                                              | LH 120a        | 1932                        | Figura reclinada                                        | Bronze 15,2 cm                       |                                                                   | |
|                                                              | LH 120b        | 1932                        | Figura reclinada                                        | Pedra i formigó 21 cm                |                                                                   | |
|                                                              | LH 122         | 1932                        | Figura reclinada                                        | Hormigó armat esculpit 109 cm        | City Art Museum St. Louis St. Louis Estats Units                  | «... el formigó armat era el nou material arquitectònic. Sempre havia sentit interès pels materials, així que vaig pensar que havia d'investigar l'ús del formigó per crear escultures per si en el futur volia vincular una escultura a un edifici construït amb ell.Henry Moore (1968)» |
|                                                              | LH 134         | 1933                        | Figura reclinada                                        | Hormigó armat esculpit 77,5 cm       | Washington University St. Louis St. Louis Estats Units            | «El primer mètode que vaig provar per treballar el formigó va consistir en revestir amb aquest material una carcassa i, acte continuat polir-lo fins que s'hagués assecat. Havia de fer-lo ràpidament, perquè, en assecar-se el ciment i l'àrid arenós amb el qual estava mesclat, quedaven tan durs que totes les eines que utilitzava es desgastaven.Henry Moore (1968)» |
|                                                              | LH 141         | 1934                        | Figura reclinada                                        | Pedra africana (wonderstone) 15,2 cm | Col·lecció privada                                                | Sense signar. |
|                                                              | LH 155         | 1934-1935                   | Figura reclinada                                        | Pedra Corsehill 62,2 cm              | Fundació Henry Moore Much Hadham Regne Unit                       | L'escultura amb caràcter abstracte, presenta un aspecte funerari semblant a les tombes medievals que es troben en algunes esglésies angleses, la figura sembla estar embolicada amb un vel preparada per al seu enterrament. |
|                                                              | LH 161a        | 1935                        | Figura reclinada                                        | Bronze 7,7 cm                        |                                                                   | |
|                                                              | LH 161b        | 1935                        | Figura reclinada                                        | Pedra africana (wonderstone) 14 cm   | Col·lecció privada Anglaterra.                                    | |
|                                                              | LH 162         | 1935-1936                   | Figura reclinada                                        | Fusta d'om 88,9 cm                   | Buffalo AKG Art Museum Buffalo Estats Units                       | «El gust pels forats va sorgir del desig de crear espai i formes tridimensionals. Per a mi el forat no és simplement un forat rodó. És la penetració que travessa el bloc de la part anterior a la posterior. Per a mi això va ser una revelació, un gran esforç mental. Lo difícil va ser tenir la idea de fer-ho, no l'esforç físic.»Henry Moore (1968) |
| Imatge de l'escultura Arxivat 2012-01-03 a Wayback Machine.  | LH 175         | 1936                        | Figura reclinada                                        | Fusta d'om 106,7 cm                  | The Hepworth Wakefield Wakefield Regne Unit                       | Aquesta obra forma part d'una sèrie de sis talles de fusta d'om realitzades per Moore. La peça mostra un equilibri entre la línea, la forma i l'espai, és una escultura forta i sensual. Va ser adquirida per la col·lecció permanent de l'Art Gallery de Wakefield el 1942. |
|                                                              | LH 175a        | 1936-1937                   | Figura reclinada                                        | Bronze 12,7 cm                       |                                                                   | |
|                                                              | LH 178         | 1937                        | Figura reclinada                                        | Pedra Hopton Wood 83,8 cm            | Col·lecció Lois Orsuvell (Pomfret) Connecticut Estats Units       | |
|                                                              | LH 183a        | 1937                        | Figura reclinada                                        | Bronze 18,1 cm                       |                                                                   | Edició de vuit exemplars. |
| Imatge de l'escultura Arxivat 2013-07-16 a Wayback Machine.  | LH 185         | 1938                        | Figura reclinada                                        | Bronze 21 cm                         | New Walk Museum and Art Gallery Leicester Regne Unit              | |
|                                                              | LH 186a        | 1938                        | Figura reclinada                                        | Bronze 33 cm                         |                                                                   | |
|                                                              | LH 186d        | 1938                        | Figura reclinada                                        | Bronze 13 cm                         |                                                                   | Edició de nou exemplars. |
| Imatge de l'escultura                                        | LH 191         | 1938                        | Figura reclinada                                        | Pedra Hornton verda 139,7 cm         | Tate Gallery Londres Regne Unit                                   | Les escultures realitzades a últims d'aquesta dècada mostren la intenció de Moore de relacionar-les amb el paisatge. En aquesta obra tallada en pedra autòctona anglesa, s'aprecia a la seva forma, les ondulacions pròpies dels turons del camp de Kent, va ser elaborada a partir de maquetes de plom i una sèrie de dibuixos preparatoris. Existeix altra versió del mateix any en bronze de 13 cm d'alçada (LH 184) amb una edició de nou exemplars. |
|                                                              | LH 192         | 1938                        | Figura reclinada                                        | Plom 31,2 cm                         | Museu d'Art Modern Nova York Estats Units                         | Model que va servir per realitzar la còpia el 1946 per la Peggy Guggenheim Collection de Venècia i posteriorment la Gran Figura reclinada (LH 192b) en versions de fibra de vidre i bronze. |
| Imatge de l'escultura Arxivat 2016-03-04 a Wayback Machine.  | LH 192a        | 1938                        | Figura reclinada                                        | Bronze polit 31,5 cm                 | Peggy Guggenheim Collection Venècia Itàlia                        | L'obra exposada és una fosa, de l'any 1946, en bronze polit, reproducció permesa per la Fundació Henry Moore de l'escultura de l'any 1938. La forma fràgil i sinuosa d'aquesta escultura va marcar una nova trajectòria més lliure pel que fa a l'expressió de la seva creació. |
| Henry Moore                                                  | LH 192b        | 1984 (Versió de l'any 1938) | Gran Figura reclinada                                   | Fibra de vidre 10,63 metres          | Fitzwilliam Museum Cambridge Regne Unit                           | Aquesta obra semiabstracta va ser realitzada el 1938, —original (LH192), comprat pel museu d'Art Modern de Nova York. No va ser fins al 1983, quan l'arquitecte Ieoh Ming Pei va encarregar una ampliació gegantina de més de deu metres de longitud, se'n va realitzar una de fibra de vidre i una altra igual de bronze patinat en daurat que, l'arquitecte, va col·locar a una plaça dissenyada especialment al costat del seu edifici per a l'Oversea Chinese Banking a Singapur. L'obra de fibra de vidre va ser instal·lada en un turó a la vora del lloc de treball de Moore en Perry Green. L'any 1986 va ser reemplaçada per un segon bronze i la de fibra de vidre traslladada a partir del 2004, en qualitat de préstec de la Fundació Henry Moore, al Museu Fitzwillian de Cambridge. |
|                                                              | LH 193         | 1938                        | Figura reclinada                                        | Bronze 14 cm                         |                                                                   | Edició de nou exemplars. |
|                                                              | LH 197         | 1939                        | Figura reclinada tensada                                | Plom i corda 25,4 cm                 | Col·lecció privada                                                | L'any 1939 va ser el primer que Moore va construir escultures «tensades», la visita al Museu de Ciències de South Kensington, segons el mateix autor, va ser el resultat d'aquestes proves, que van resultar unes de les més abstractes realitzades per l'escultor: «Podia haver fet centenars. Era divertit, però resultava massa un experiment com per ser realment satisfactòries. El que m'excitava no era l'estudi científic d'aquests models, sinó la capacitat de mirar entremig de les cordes com en una gàbia d'ocells i veure una forma dintre d'una altra.» |
|                                                              | LH 199a        | 1939                        | Figura reclinada tensada                                | Bronze i fil de llautó 26 cm         |                                                                   | |
| Imatge de l'escultura                                        | LH 202         | 1939                        | Figura reclinada                                        | Bronze 27,9 cm                       | Tate Gallery Londres Regne Unit                                   | Edició de dos exemplars. |
|                                                              | LH 203         | 1939                        | Figura reclinada                                        | Bronze 22,9 cm                       | Col·lecció privada.                                               | |
|                                                              | LH 204         | 1939                        | Figura reclinada                                        | Bronze 25,4 cm                       |                                                                   | |
| Imatge de l'escultura                                        | LH 208         | 1939                        | Figura reclinada                                        | Bronze 33 cm                         | Tate Gallery Londres Regne Unit                                   | |
|                                                              | LH 208a        | 1939                        | Figura reclinada: serp                                  | Bronze 28,9 cm                       |                                                                   | Edició de nou exemplars. |
| Imatge de l'escultura Arxivat 2016-03-03 a Wayback Machine.  | LH 210         | 1939                        | Figura reclinada                                        | Fusta d'om 205,7 cm                  | Detroit Institute of Art Detroit Estats Units                     | Va ser adquirida amb fons de la Dexter M. Ferry Jr., Trust Corporation. Existeix una altra versió de l'any 1938 en bronze de 21,6 cm (LH 185). |
| Imatge de l'escultura Arxivat 2012-03-03 a Wayback Machine.  | LH 243         | 1944                        | Figura reclinada                                        | Terracota 14,4 cm                    | Museum Ludwig Colònia Alemanya                                    | |
|                                                              | LH 245         | 1945                        | Figura reclinada                                        | Bronze 16,5 cm                       |                                                                   | |
|                                                              | LH 247         | 1945                        | Figura reclinada                                        | Terracota 15,2 cm                    | Col·lecció privada Itàlia                                         | Existeix una altra versió 1945-1946 de fusta d'om amb una mida de 190,5 cm (LH 263). |
|                                                              | LH 249         | 1945                        | Figura reclinada                                        | Terracota 16,5 cm                    |                                                                   | |
|                                                              | LH 250         | 1945                        | Figura reclinada                                        | Terracota 17,8 cm                    |                                                                   | Edició de set exemplars de bronze. |
|                                                              | LH 251         | 1945                        | Figura reclinada                                        | Bronze 17,8 cm                       |                                                                   | |
| Imatge de l'escultura Arxivat 2012-11-17 a Wayback Machine.  | LH 252         | 1945                        | Figura reclinada                                        | Bronze 18,4 cm                       | Sainsbury Center for Visual Arts Norwich Regne Unit               | Es troba altra peça al Mont-real Museum of Fine Art de Mont-real (Canadà). |
|                                                              | LH 254         | 1945                        | Figura reclinada                                        | Terracota 18,4 cm                    | Fundació Henry Moore                                              | |
|                                                              | LH 255         | 1945                        | Figura reclinada                                        | Terracota 13,3 cm                    | Fundació Henry Moore                                              | Donació d'Irina Moore, 1977. Sense signar. |
|                                                              | LH 256         | 1944                        | Figura reclinada                                        | Bronze 40,6 cm                       |                                                                   | Edició de set exemplars. |
| Imatge de l'escultura Arxivat 2016-03-03 a Wayback Machine.  | LH 257         | 1945                        | Figura reclinada                                        | Bronce 42 cm                         | Museu d'Israel Jerusalem Israel\|                                 | |
| Imatge de l'escultura Arxivat 2012-03-03 a Wayback Machine.  | LH 260         | 1945-1946                   | Figura reclinada                                        | Bronze 16,5 cm                       | Staatsgalerie Stuttgart Stuttgart Alemanya\|                      | |
|                                                              | LH 261         | 1946                        | Figura reclinada                                        | Terracota 43,2 cm                    |                                                                   | Existeix una altra versió de l'any 1945 en terracota i amb una mida de 19,1 cm. (LH 253). |
| Dartington Hall                                              | LH 262         | 1945-1946                   | Figura commemorativa                                    | Pedra Hornton 142,2 cm               | Dartington Hall Devon Regne Unit                                  | Aquesta Figura reclinada va ser realitzada en memòria de Christopher Martin, amic de l'escultor. Segons el propi Moore (1955), la figura:«... ha trobat un marc perfecte els jardins de Dartington Hall. Està situada en una elevació del terreny, i quan s'és a prop i s'observa la forma amb relació a la vista, hom s'adona que el genoll aixecat repeteix o imita la suau ondulació del paisatge. Jo volia que transmetés una sensació de permanent tranquil·litat, una sensació de la que han estat eliminades l'agitació i la inquietud de l'existència humana, i tot el temps que vaig estar treballant en aquesta figura era molt conscient que estava fent un monument per al paisatge anglès.» Existeix altre versió de l'any 1945 Figura reclinada en terracota amb 17,8 cm d'altura (LH 242). |
|                                                              | LH 266         | 1946-1947                   | Figura reclinada                                        | Pedra Hornton marró 68,6 cm          |                                                                   | |
|                                                              | LH 268a        | 1948                        | Figura reclinada                                        | Bronze 19 cm                         |                                                                   | |
|                                                              | LH 273         | 1949                        | Figura reclinada                                        | Pedra Hornton 76 cm                  |                                                                   | Existeix una altra versió de l'any 1945 en bronze y de 20,3 cm (LH 246) |
|                                                              | LH 292         | 1950                        | Model de treball per a Figura reclinada: Festival       | Bronze 43 cm                         | Fundació Henry Moore                                              | Sense signar. Donació de l'artista, 1977. |
|                                                              | LH 292a        | 1950                        | Maqueta pequeña nº 1 para Figura reclinada              | Bronze 24 cm                         | Galeria d'Arte d'Ontario Toronto Canadà                           | Donació a la galeria el 1985 per Walter Carsen. |
|                                                              | LH 292b        | 1950                        | Maqueta pequeña nº 2 para Figura reclinada              | Bronze 21 cm                         |                                                                   | |
| Galeria Nacional d'Art Modern d'Escòcia                      | LH 293         | 1951                        | Figura reclinada: Festival                              | Bronze 228,5 cm                      | Galeria Nacional d'Art Modern d'Escòcia Edimburg Regne Unit       | Aquesta escultura de la que hi ha diverses còpies, una d'elles al Jardí de les Teuleries a París, va ser encarregada per l'Arts Council of Great Britain per al Festival Britànic de 1951. Presenta unes inscripcions com a «teranyines» que reforcen tota la topografia del cos de la figura, mentre es juxtaposen elements doblegats amb suaus línies ondulants. Una altra versió datada el 1951 de guix i amb una mida de 105,5 cm es conserva a la Tate Gallery (Londres). «La Figura recolzada: Festival és potser la meva primera escultura en què l'espai i la forma són completament dependent un de l'altre i on estan inseperablement units. Havia assolit el punt en el qual volia que les meves escultures fossin realment tridimensionals. Quan vaig començar a practicar forats a les meves escultures, aquests tenien un caràcter autònom. Ara, l'espai i la forma estan tan naturalment fosos que formen una unitat.»Henry Moore                                        |
| Imatge de l'escultura Arxivat 2015-11-23 a Wayback Machine.  | LH 298         | 1951                        | Figura reclinada: forma interna/externa                 | Bronze 53,5 cm                       | Mont-real Museum of Fine Arts Mont-real Canadà                    | Edició de nou exemplars. |
| LH 299                                                       | LH 299         | 1953-1954                   | Figura reclinada: forma externa                         | Bronze 213,5 cm                      | Albert Ludwigs Universitat Freiburg Alemanya                      | Aquesta escultura es va treballar sobre el model LH 298, que posseïa una figura interna separada, en principi també es va realitzar per a aquesta obra de mida més gran, però finalment l'autor va decidir deixar-la només amb la forma externa. Segons Henry Moore: «El més interessant per a mi, és que la forma interior continua estant present implícitament.» Hi ha d'altres còpies a Museu d'Israel (Jerusalem); Museo Nacional de Bellas Artes (Buenos Aires); i a la Galleria Nazionale d'Arte Moderna e Contemporanea (Roma). Edició total de sis exemplars. |
|                                                              | LH 327         | 1952                        | Figura reclinada                                        | Bronze 20,5 cm                       |                                                                   | Edició de nou exemplars. |
| Imatge de l'escultura Arxivat 2016-03-03 a Wayback Machine.  | LH 329         | 1953                        | Figura reclinada nº 2                                   | Bronze 91,5 cm                       | Museu d'Israel Jerusalem Israel                                   | Escaiola amb color, sense signar a la Fundació Henry Moore; en bronze a Dublín City Gallery The Hugh Lane, i a Winnipeg Art Gallery a Winnipeg (Canadà). Edición de set exemplars. |
|                                                              | LH 330         | 1952                        | Figura reclinada nº 3                                   | Bronze 21 cm                         |                                                                   | Edició de nou exemplars. |
|                                                              | LH 331         | 1952                        | Figura reclinada fragment                               | Bronze 14 cm                         |                                                                   | Edició de nou exemplars. |
| Imatge de l'escultura Arxivat 2016-03-03 a Wayback Machine.  | LH 332         | 1954                        | Figura reclinada nº 4                                   | Bronze 59,4 cm                       | Museu Thyssen-Bornemisza Madrid Espanya                           | N'hi ha còpies al Musée d'Art moderne (Brussel·les), i al Metropolitan Museum of Art (Nova York). Edició total de set exemplars. |
|                                                              | LH 332a        | 1953                        | Figura reclinada vestida                                | Bronze 16,5 cm                       |                                                                   | |
|                                                              | LH 334         | 1953                        | Figura reclinada prima                                  | Bronze 15 cm                         |                                                                   | |
| Imatge de l'escultura Arxivat 2016-03-03 a Wayback Machine.  | LH 335         | 1952                        | Maqueta para Figura reclinada vestida                   | Bronze 16,5 cm                       | The Israel Museum Jerusalem Israel                                | |
|                                                              | LH 336         | 1952-1953                   | Figura reclinada vestida                                | Bronze 169 cm                        | Hirshhorn Museum and Sculpture Garden Washington DC Estats Units  | Hi ha quatre edicions amb segell «Moore». Després del seu viatge a Grècia el 1951, va realitzar aquesta escultura vestida, primera d'una sèrie amb aquesta característica, influïda per la visió de les escultures del Partenó, així encara quan manté el posat de l'escultura de Chac-mool la roba prové de la tècnica grega. «En aquesta figura he intentat utilitzar la roba des del que crec és un punt de vista escultòric. I la meva primera visita a Grècia el 1951 potser va contribuir a reforçar aquest propòsit. Així que vaig aprofitar l'oportunitat per fer aquesta figura vestida en bronze. La draperia pot subratllar la tensió en una figura, perquè on la forma empeny enfora -com a les espatlles, les cuixes, els pits, etc.- pot posar-s'hi tensa, quasi com una bena.»Henry Moore (1955) Cita en Sculpture in the Open Air, Londres:Robert Melville |
|                                                              | LH 337         | 1954                        | Figura reclinada nº 6                                   | Bronze 22 cm                         |                                                                   | L'escultura original del model en guix va ser donada, per Henry Moore el 1974, a la Galeria d'Art d'Ontario, a Toronto (Canadà). |
| Akademie der Kunste                                          | LH 402         | 1956                        | Figura reclinada                                        | Bronze 244 cm                        | Akademie der Kunste Berlín Alemanya                               | Versions a l'Art Gallery of Western Australian, Perth (Austràlia), i a Sainsbury Centre for Visual Arts a Norwich (Regne Unit). Edició de vuit peces. |
| Imatge de l'escultura Arxivat 2015-11-22 a Wayback Machine.  | LH 411         | 1956                        | Figura reclinada vestida                                | Bronze 16,5 cm                       | Mont-real Museum of Fine Arts Mont-real Canadà                    | Hi ha altra versió posterior de 73,5 cm (LH 412) |
|                                                              | LH 411a        | 1956                        | Figura reclinada: Goujon                                | Bronze 24 cm                         |                                                                   | Edició de nou peces.L'escultura original del model en guix va ser donada, per Henry Moore el 1974, a la Galeria d'Art d'Ontario, a Toronto (Canadà). |
| Imatge de l'escultura Arxivat 2014-08-13 a Wayback Machine.  | LH 412         | 1957                        | Figura reclinada vestida                                | Bronze 73,5 cm                       | Open Air Museum Hakone Japó                                       | Altra còpia a Pola Museum Art Hakone (Japó). Edició de onze peces. |
|                                                              | LH 413a        | 1957                        | Maqueta per a Figura reclinada                          | Bronze 21,5 cm                       |                                                                   | Hi ha una altra versió de 70 cm (LH413), amb una edició de dotze peces. |
|                                                              | LH 414         | 1957                        | Maqueta per a Figura reclinada de la UNESCO             | Bronze 22 cm                         |                                                                   | Hi ha tres versions, una d'elles a la Tate Gallery (Londres). |
| Kunsthaus Zuric                                              | LH 415         | 1957                        | Obra sobre el model per a Figura reclinada de la UNESCO | Bronze 239 cm                        | Kunsthaus Zúric Suissa                                            | Altra còpia a Stedelijk Museum Amsterdam Edició de sis còpies. |
| Imagen de la escultura Arxivat 2014-04-09 a Wayback Machine. | LH 416         | 1957-1958                   | Figura reclinada per la UNESCO                          | Marbre travertí 508 cm               | Sede de la UNESCO París França                                    | Henry Moore va rebre el 1957 l'encàrrec d'una escultura per col·locar-la davant de l'edifici de la UNESCO a París, després de diversos dibuixos i esbossos, va decidir realitzar una Figura reclinada i eliminar com a material el bronze, per ser el color massa fosc davant els vidres de la façana, va escollir el marbre travertí de textura rugosa que també havia estat usat a la construcció de l'edifici. L'arquitecte Marcel Breuer havia suggerit una mida de vuit metres de longitud, però Moore va decidir fer-la finalment de cinc, amb això, també va ser la més gran de les seves escultures realitzades en pedra. L'obra va ser realitzada a la vora de Carrara i va contar per tallar-la amb l'ajut de l'empresa Henraux. Va enviar un model de treball i va visitar diverses vegades els tallers durant l'any que va durar la seva realització. L'obra finalitzada el 1958, va ser traslladada a París en quatre peces, a causa del seu gran pes de trenta-nou tones. |
|                                                              | LH 429         | 1956                        | Maqueta per a Dona reclinada vestida                    | Bronze 18 cm                         |                                                                   | |
|                                                              | LH 430         | 1957                        | Figura reclinada fragmentada                            | Bronze 19 cm                         | Museu Ashmolean Oxford Regne Unit                                 | Aquesta escultura continua mostrant, Moore, l'interès pel tema de la draperia a les vestidures i la influència de les figures «amputades» gregues, aquesta figura reclinada presenta tan sols el fragment del cos central cobert amb vestidures, amb cert semblant a l'Afrodita que va formar part del frontó oriental del Partenó, conservada al Museu Britànic. |
| Pinakothek der Moderne                                       | LH 431         | 1957-1958                   | Dona reclinada vestida                                  | Bronze 208,5 cm                      | Pinakothek der Moderne Múnic Alemanya                             | Edició de 6 + 1. Còpies a Staatsgalerie Stuttgart, Stuttgart (Alemanya), i a Sainsbury Centre for Visual Arts, Norwich (Anglaterra), |
|                                                              | LH 452         | 1959-1964                   | Figura reclinada                                        | Fusta d'om 261,5 cm                  | Fundació Henry Moore                                              | Sense signar. Donació d'Irina Moore, 1977. Segons Henry Moore va comentar, li agradava treballar la fusta d'om per l'interès que representava treballar amb una fusta d'un arbre viu, si la fusta procedeix d'un arbre mort, no té qualitat i amb el temps es podreix. |
|                                                              | LH 455         | 1960                        | Figura reclinada: bol                                   | Bronze 28 cm                         |                                                                   | |
| Imatge de l'escultura Arxivat 2014-09-05 a Wayback Machine.  | LH 456         | 1959-1960                   | Figura reclinada pedestal                               | Bronze 130 cm                        | Didrichsen Art Museum Hèlsinki Finlàndia                          | Altra còpia al Museo de Bellas Artes Caracas (Veneçuela). Edició de nou exemplars. |
|                                                              | LH 457a        | 1959                        | Maqueta per a Figura reclinada de dues peces nº 1       | Bronze 16 cm                         |                                                                   | Hi ha una altra versió. |
| Wilhelm Lehmbruck Museum                                     | LH 457         | 1959                        | Figura reclinada dues peces nº 1                        | Bronze 193 cm                        | Wilhelm Lehmbruck Museum Duisburg Alemanya                        | «És una barreja de formes rocoses i muntanyes adites amb la figura humana... Dividir la figura en dues parts em va permetre fer moltes més variacions tridimensionals que si s'hagués tractat d'una peça monolítica.»Henry MooreAltres còpies a Open Air Museum Hakone (Japó); a Parc d'escultures de Glenkiln Dumfries i Galloway (Escòcia); i a Chelsea College of Art & Desing Londres (Anglaterra). |
| Museu Kröller-Müller                                         | LH 458         | 1960                        | Figura reclinada dues peces, nº 2                       | Bronze 259 cm                        | Museu Kröller-Müller Otterlo Països Baixos                        | Signatura amb segell Moore [0/7]. Donació de l'artista a la Fundació Henry Moore. Una còpia es troba a la Scottish National Gallery of Modern Art, Edimburg (Anglaterra). Aquesta escultura representa la unió entre la figura i el paisatge. Fragmentar la peça fa semblar que ella mateixa acaba consumida per les forces de la natura, la base d'aquestes escultures és com el recordatori de la presència transitòria humana que contrasta amb la resistència dels elementes. |
|                                                              | LH 464         | 1960                        | Maqueta per a Figura reclinada                          | Bronze 21 cm                         |                                                                   | |
|                                                              | LH 473         | 1960                        | Figura reclinada dues peces maqueta nº 1                | Bronze 24 cm                         |                                                                   | |
|                                                              | LH 474         | 1961                        | Figura reclinada dues peces maqueta nº 2                | Bronze 26,5 cm                       |                                                                   | |
|                                                              | LH 475         | 1961                        | Figura reclinada dues peces maqueta nº 3                | Bronze 20,5 cm                       |                                                                   | Existeix altra versió de 373 cm (LH 517) |
|                                                              | LH 476         | 1961                        | Figura reclinada dues peces maqueta nº 4                | Bronze 21 cm                         |                                                                   | |
|                                                              | LH 477         | 1962                        | Figura reclinada dues peces maqueta nº 5                | Bronze 15 cm                         |                                                                   | |
| Sainsbury Centre for Visual Arts                             | LH 478         | 1961                        | Figura reclinada dues peces nº 3                        | Bronze 239 cm                        | Sainsbury Centre for Visual Arts Norwich Regne Unit               | Edició de set exemplars. Una còpia es troba a Brandon Estate, Londres. |
| Imatge de l'escultura Arxivat 2016-03-04 a Wayback Machine.  | LH 479         | 1961                        | Figura reclinada dues peces nº 4                        | Bronze 109 cm                        | Stedelijk Museum Amsterdam Països Baixos                          | Edició de vuit exemplars. Una còpia a Winnipeg Art Gallery Winnipeg (Canadà). |
|                                                              | LH 489         | 1961                        | Figura reclinada encogida                               | Bronze 14,5 cm                       |                                                                   | Existeix una altra versió de 1961-1969 realitzada en marbre travertí amb una mida de 190 cm (LH 489a) a la col·lección de Lord i Lady Rayne (Londres). |
|                                                              | LH 489b        | 1961                        | Figura reclinada encogida nº 2                          | Bronze 13,5 cm                       |                                                                   | |
| Montreal                                                     | LH 500         | 1961-1962                   | Figura reclinada tres peces nº 1                        | Bronze 287 cm                        | Dorchester Square Mont-real Canadà                                | Edició de set exemplars. Una còpia a Corniche Road, Jeddah (Aràbia Saudita). |
|                                                              | LH 501         | 1962                        | Figura reclinada tres peces maqueta nº 2                | Bronze 21,5 cm                       |                                                                   | |
| Museu Hirshhorn i Jardí d'Escultures                         | LH 513         | 1963                        | Figura reclinada tres peces nº 2 puntal de pont         | Bronze 251,5 cm                      | Museu Hirshhorn i Jardí d'Escultures Washington D.C. Estats Units | D'aquesta escultura s'han produït sis exemplars, entre les que es troben el de la Fundació Henry Moore, el de la Tate Gallery de Londres, i a la Gallery David Winton Bell, Providence (Estats Units). L'anomenar l'escultura «puntal de pont» va ser per les diferents perspectives que suggereix l'obra segons del lloc on sigui observada, a l'alçada de la vista amb la seva base forma una sèrie d'arcs o ponts que, segons Henry Moore, li recordava el pont de Waterloo des de l'embankment, on passava sovint l'artista. |
|                                                              | LH 513a        | 1963                        | Figura reclinada tres peces                             | Bronze 23 cm                         |                                                                   | |
| Kenwood House                                                | LH 517         | 1963-1964                   | Figura reclinada dues peces nº 5                        | Bronze 373 cm                        | Kenwood House Londres Regne Unit                                  | Còpies a Museu Louisiana of Modern Art, Humlebaek (Dinamarca), i a Ruhfestspielhaus, Recklinghausen (Alemanya). |
| Charing Cross Hospital                                       | LH 518         | 1963-1965                   | Model de treball per a Figura reclinada: Lincoln Centre | Bronze 427 cm                        | Charing Cross Hospital Londres Regne Unit                         | Edició de dos exemplars.. Vista des de la part posterior de l'esquena, aquesta escultura guarda una certa semblança amb les grans banyistes del pintor francès Cézanne. Moore es proclamava un gran admirador d'aquest artista i del que havia comprat el 1961 el petit oli titulat Tres banyistes. |
| Imatge de l'escultura Arxivat 2013-01-22 a Wayback Machine.  | LH 519         | 1963-1965                   | Figura reclinada                                        | Bronze 855 cm                        | Lincoln Center for the Performing Arts Nova York Estats Units     | «Sens dubte, sabia que l'escultura s'erigiria en un gran estany. M'havien dit que estaria a una profunditat de 35 cm. Per això, en fer la peça, la vaig concebre pensant que la base quedaria submergida a aquesta alçada. Però de fet, l'aigua no pot assolir aquest nivell sense desbordar-se […] l'obra mai no s'ha vist tal com jo la vaig planejar.Henry Moore(1968)» |
|                                                              | LH 520         | 1964                        | Figura reclinada dues peces maqueta nº 6                | Bronze 24 cm                         |                                                                   | |
|                                                              | LH 547         | 1966                        | Figura reclinada dues peces maqueta nº 8                | Bronze 24 cm                         |                                                                   | L'escultura original del model en guix va ser donada, per Henry Moore el 1974, a la Galeria d'Art d'Ontario, a Toronto (Canadà). |
|                                                              | LH 557         | 1966                        | Figura reclinada                                        | Marbre blanc 114 cm                  |                                                                   | |
| Imatge de l'escultura Arxivat 2013-01-22 a Wayback Machine.  | LH 564         | 1966                        | Maqueta per a Figura reclinada: capa                    | Bronze 12 cm                         | Metropolitan Museum of Art Nova York Estats Units                 | Existeix altra versió de 1967 Figura reclinada:capa de 37 cm (LH 565). |
|                                                              | LH 575a        | 1967                        | Maqueta per a Figura reclinada dues peces nº 9          | Bronze 23 cm                         |                                                                   | Existeix altra versió. |
| M. H. de Young Memorial Museum                               | LH 576         | 1968                        | Figura reclinada dues peces nº 9                        | Bronze 249 cm                        | M. H. de Young Memorial Museum San Francisco Estats Units         | Edició de set exemplars.Còpies al Museu Norton Simon a Pasadena, (Estats Units), a la Biblioteca Nacional d'Austràlia a Canberra, (Austràlia), i en Kansas City Sculpture Park a Kansas City, (Estats Units) |
| Imatge de l'escultura Arxivat 2012-09-05 a Wayback Machine.  | LH 580b        | 1968                        | Maqueta per a Figura reclinada dues peces nº 10         | Bronze 12,7 cm                       | City Museum of Contemporary Art Hiroshima Japó                    | |
|                                                              | LH 603         | 1969                        | Figura reclinada: puntes                                | Bronze 16 cm                         |                                                                   | |
|                                                              | LH 604         | 1969                        | Maqueta per a Figura reclinada dues peces: puntes       | Bronze 14 cm                         |                                                                   | |
| Hofgarten                                                    | LH 606         | 1969-1970                   | Figura reclinada dues peces: puntes                     | Bronze 365 cm                        | Hofgarten Dusseldorf Alemanya                                     | Edició de set exemplars, més una la 0/7 a la Fundació Henry Moore, donada por l'artista el 1977. Altres còpies es troben a la Pinakothek der Moderne, Múnic (Alemanya), i a l'Open Air Museum Hakone (Japó). Aquesta escultura presenta connotacions sexuals i també s'aprecia alguna evocació militar, els membres en forma de puntes s'han comparat amb formes semblants a cartutxos d'artilleria, membres amputats o penis. |
|                                                              | LH 607         | 1969                        | Maqueta Figura reclinada                                | Bronze 15 cm                         |                                                                   | |
| Museu d'Art de Tel-Aviv                                      | LH 608         | 1969-1970                   | Figura reclinada                                        | Bronze 243 cm                        | Museu d'Art de Tel-Aviv Tel-Aviv Israel                           | Edició de sis exemplars. Entre aquestes còpies hi ha una a Louisiana Museum of Modern Art, Humlebaek (Dinamarca), i altra a Open Air Museum Hakone (Japó). |
|                                                              | LH 609         | 1969                        | Maqueta per a Figura reclinada: cama en arc             | Bronze 18 cm                         |                                                                   | Existeix altra versió |
| Centre Cultural de Belém                                     | LH 610         | 1969-1970                   | Figura reclinada: cama en arc                           | Bronze 442 cm                        | Centre Cultural de Belém Lisboa Portugal                          | Edició de sis exemplars. Còpies a Teheran Museum of Contemporary Art, Teheran (Iran), a l'Open Air Museum, Hakone (Japó), i al Musee d'art et d'Histoire, Ginebra (Suïssa). |
| Imatge de l'escultura Arxivat 2015-12-05 a Wayback Machine.  | LH 628         | 1972                        | Figura reclinada quatre peces                           | Bronze 74 cm                         | Kunstmuseum Basilea Suïssa                                        | Mateixa versió en mida més petita, que la de referència LH 629. |
| Louise M. Davies Symphony Hall                               | LH 629         | 1972-1973                   | Gran Figura reclinada quatre peces                      | Bronze 402 cm                        | Louise M. Davies Symphony Hall San Francisco Estats Units         | Edició de set exemplars. Una còpia a Yamanashi Prefectural Museum of Art, Kofu (Japó). i una altra a Lamont Library, Harvard University, Cambridge (Estats Units).«Hi ha tres actituds fonamentals en la figura humana. Una és dreta, una altra seguda i la tercera reclinada. Però de les tres, la reclinada es pot recolzar sobre qualsevol superfície. És lliure i estable alhora... a més a més, indica repòs. Henry Moore (1968)». |
|                                                              | LH 642         | 1974                        | Figura reclinada: faldilla d'os                         | Bronze 27 cm                         |                                                                   | Existeix altre versió de l'any 1975 en marbre travertí de 157 cm (LH 643), donada per l'artista a la Fundación Henry Moore l'any 1977. |
| Imatge de l'escultura Arxivat 2016-03-04 a Wayback Machine.  | LH 653         | 1975                        | Maqueta per a Figura reclinada tres peces: vestida      | Bronze 25 cm                         | National Gallery of Modern Art Nova Delhi India                   | L'escultura feta en diverses peces que estan disposades en una relació mútua és una cosa del que sempre he estat especialment conscient com a escultor. Les distàncies entre les diferents peces d'una escultura, si són incorrectes, ho notaria immediatament.Henry Moore (1980) |
| Imatge de l'escultura Arxivat 2014-11-11 a Wayback Machine.  | LH 654         | 1975                        | Figura reclinada tres peces: vestida                    | Bronze 112 cm                        | Didrichsen Art Museum Hèlsinki Finlàndia                          | És la mateixa versió que la LH 653 però de mida més gran. Altres còpies a Kagoshima City Museum of Art, Kagoshima (Japó), a Freiaparken, Oslo (Noruega), i a Scotney Castle, Lamberhurst (Regne Unit). |
| Sodra Kungsgatan                                             | LH 655         | 1975                        | Figura reclinada tres peces: vestida                    | Bronze 447 cm                        | Sodra Kungsgatan Gävle Suècia                                     | Edició de set exemplars. És la mateixa versió que la LH 653 però la de mida més gran. Altres còpies a Theran Museum of Contemporary Art, Teheran (Iran), i a Louisiana Museum of Modern Art, Humlebaek (Dinamarca). Les meves escultures de dos i tres peces tenen l'espai entre cada part, que per a mi és el mateix que espaiar el genoll del peu. Aquest espai entre cada peça és molt important i hauria de mirar-se com un tros de forma o contorn, exactament igual, que el material mateix.Henry Moore (1980) |
|                                                              | LH 656         | 1975                        | Maqueta per a Figura reclinada: forats                  | Bronze 27 cm                         |                                                                   | Existeix altra versió de l'any 1976 en fusta d'om de 222 cm (LH 657) a la Fundació Henry Moore donada por l'artista el 1977. És l'última figura en fusta en gran escala de l'escultor, la van tallar els seus ajudants a partir de la maqueta de Moore, i presenta unes línies més suaus que en altres versions anteriors i les formes tendeixen a ser més arrodonides. |
|                                                              | LH 666         | 1975                        | Figura reclinada dues peces: forats                     | Bronze 22 cm                         | Col·lecció particular (Hong Kong)                                 | Existeix una altra versió de l'any 1975 en marbre blanc de 128 cm (LH 667). |
|                                                              | LH 668         | 1975                        | Figura reclinada dues peces: bust                       | Bronze 19 cm                         | Cole·lecció particular (Estats Units)                             | Existeix una altra versió de l'any 1975 en marbre blanc de 108 cm (LH 669) |
|                                                              | LH 672         | 1975                        | Figura reclinada: aranya                                | Bronze 18 cm                         |                                                                   | Edició de nou exemplars. |
|                                                              | LH 673         | 1975                        | Maqueta per a Figura reclinada: angles                  | Bronze 23,5cm                        |                                                                   | |
| Imatge de l'escultura Arxivat 2014-08-13 a Wayback Machine.  | LH 675         | 1975                        | Figura reclinada: angles                                | Bronze 218 cm                        | Open Air museum Hakone Japó                                       | Edició de nou exemplars. Un d'ells a l'Art Gallery of New South Wales, Sydney (Austràlia). |
| Imatge de l'escultura Arxivat 2016-03-04 a Wayback Machine.  | LH 676         | 1975                        | Maqueta per a Figura reclinada: suport                  | Bronze 28 cm                         | Queenslaand Art Gallery Brisbane Austràlia\|                      | |
| Imatge de l'escultura Arxivat 2016-03-03 a Wayback Machine.  | LH 677a        | 1982                        | Figura reclinada                                        | Bronze 236 cm                        | Foundation Pierre Gianadda Martigny Suïssa                        | Existeixen nou còpies. Una d'elles a Museo de Arte Contemporáneo, Caracas (Veneçuela). |
|                                                              | LH 678         | 1975                        | Maqueta per a Figura reclinada tres peces               | Bronze 18cm                          |                                                                   | |
|                                                              | LH 685         | 1975                        | Figura reclinada dues peces: sense braços               | Bronze 61cm                          |                                                                   | Edició de nou exemplars. Existeix una altra versió de l'any 1977 en granit negre de 222 cm (LH 686) |
|                                                              | LH 688         | 1976                        | Figura reclinada corba: llisa                           | Bronze 21cm                          |                                                                   | Edició de nou exemplars. Existeixen dues versions, la més gran de l'any 1977 en marbre negre, Figura reclina corba de 144 cm (LH 689) a una col·lecció particular dels Estats Units. |
|                                                              | LH 690         | 1976                        | Maqueta per a Figura reclinada: una cama                | Bronze 23 cm                         |                                                                   | Existeix una altra versió de l'any 1976 en granit negre de 185 cm (LH 691). He usat molts materials durs semblants al granit, en escultures petites, però en mida gran no ho vaig utilitzar fins que vaig fer aquesta figura. Sens dubte hi ha alguna cosa en la resistència de la pedra dura que li dona un caràcter definitiu que no acostuma a tenir un material tou. |
|                                                              | LH 692         | 1976                        | Figura reclinada dues peces: prima                      | Bronze 25 cm                         |                                                                   | Edició de nou exemplars. |
|                                                              | LH 693         | 1976                        | Figura reclinada: prima                                 | Bronze 26 cm                         |                                                                   | Edició de nou exemplars. |
|                                                              | LH 694         | 1976                        | Figura reclinada dues peces: doble cercle               | Bronze 22 cm                         |                                                                   | Edició de nou exemplars. |
| Imatge de l'escultura Arxivat 2016-03-06 a Wayback Machine.  | LH 695         | 1976                        | Figura reclinada dues peces: doble cercle               | Bronze 119 cm                        | The Museum of Modern Art Toyama Japó                              | |
|                                                              | LH 704         | 1976                        | Figura reclinada vestida                                | Bronze 20 cm                         |                                                                   | Existeixen dues versions més grans. (LH 705 i LH 706) |
| Civic Centre Art, Castleford                                 | LH 705         | 1976-1979                   | Figura reclinada vestida                                | Bronze 99 cm                         | Civic Centre Art Castleford Regne Unit                            | Edició de nou exemplars. Entre ells el de la The University Art museum, Tokio (Japó), i a la Rozelle House Gallery, Ayr (Estats Units), |
|                                                              | LH 706         | 1978                        | Figura reclinada vestida                                | Marbre travertí 182 cm               | Fundació Henry Moore                                              | |
|                                                              | LH 707         | 1976                        | Figura reclinada: mà                                    | Bronze 19 cm                         |                                                                   | Existeixen dues versions la més gran de 1979 (LH 709) y una altra, en guix amb color, es troba a la Fundació Henry Moore donada per l'artista el 1977. |
| Moorweide, Hamburg                                           | LH 709         | 1979                        | Figura reclinada: mà                                    | Bronze 221 cm                        | Moorweide Hamburg Alemanya                                        | Edició de nou exemplars. Un a Iwaki City Art Museum, Iwaki (Japó), altre a Ho-Am Art Museum, Seül (Corea del Sud), i a United Nations Headquarters Nova York (Estats Units). La inspiració per a aquesta escultura la va tenir l'artista quan recollia fragments de sílex a la seva casa de pagès, la primera maqueta la va realitzar petita perquè li cabés a la mà, va treballar amb plastilina i finalment la va passar a guix. Moore va explicar: «En les meves figures reclinades, sovint he tallat una mena de cama avançada —la cama que està mès amunt en l'escultura es projecta sobre la cama de sota, la qual cosa li dona un sentit d'ofensiva i de poder— com si la branca grossa d'un arbre s'allunyés del tronc central.» |
|                                                              | LH 710         | 1976                        | Figura reclinada cames creuades                         | Bronze 20 cm                         |                                                                   | Edició de nou exemplars. |
|                                                              | LH 711         | 1976                        | Figura reclinada: matriu                                | Bronze 20 cm                         |                                                                   | |
|                                                              | LH 712         | 1976                        | Figura reclinada: melic                                 | Bronze 20 cm                         |                                                                   | Edició de set exemplars. |
|                                                              | LH 720         | 1977                        | Figura reclinada tres peces maqueta nº 5                | Bronze 25 cm                         |                                                                   | |
|                                                              | LH 721         | 1977                        | Figura reclinada: cama dreta                            | Bronze 27 cm                         |                                                                   | |
| Imatge de l'escultura Arxivat 2012-09-05 a Wayback Machine.  | LH 723         | 1977-1979                   | Model de treball per a Figura reclinada: faldilla d'os  | Bronze 69 cm                         | City Museum of Contemporary Art Hiroshima Japó                    | |
|                                                              | LH 732         | 1977                        | Figura reclinada: base cuneïforme                       | Bronze 16,5 cm                       |                                                                   | Existeixen altres dues versions. |
|                                                              | LH 734         | 1979-1980                   | Figura reclinada prima                                  | Marbre blanc 196 cm                  | Fundació Henry Moore                                              | L'escultura realitzada en un marbre blanc sembla representar el memento mori —un recordatori de la mortalitat—, les línies són suaus i rítmiques, però la sensació és que va intentar representar un cos amb aspecte consumit, de la pell semblen sortir els ossos, just en el centre de la figura, com si fos el moment en què la carn torna a integrar-se amb la natura. Henry Moore ja havia realitzat diversos dibuixos, en la dècada del setanta del segle xx, on s'observen aquest mateix aspecte semblant a l'os. |
|                                                              | LH 739         | 1977                        | Figura reclinada: pedrenyal                             | Bronze 21 cm                         |                                                                   | Edició de nou exemplars. |
|                                                              | LH 749a        | 1978                        | Maqueta per a Figura reclinada: ala                     | Bronze 16 cm                         |                                                                   | Existeix una altra versió de l'any 1978 en marbre travertí, Figura reclinada: ala de 137 cm (LH 750). |
|                                                              | LH 751         | 1978                        | Maqueta per a Figura reclinada nº 7                     | Bronze 20 cm                         |                                                                   | |
|                                                              | LH 752         | 1980                        | Figura reclinada nº 7                                   | Bronze 90 cm                         |                                                                   | |
|                                                              | LH 755         | 1978                        | Maqueta per a Figura reclinada dues peces: tall         | Bronze 21 cm                         |                                                                   | |
| City of Itochu Building, Osaka                               | LH 757         | 1970-1979                   | Maqueta per a Figura reclinada dos peces: tall          | Bronze 94,9 cm                       | City of Itochu Building Osaka Japó                                | |
| Yorkshire Sculpture Park                                     | LH 758         | 1979-1981                   | Figura reclinada dos peces: tall                        | Bronze 470 cm                        | Yorkshire Sculpture Park Wakefield Regne Unit                     | Còpies al Palais de la Musique et des Congres de Strasbourg, Estrasburg (França), i a l'Open Air Museum, Hakone (Japó). |
|                                                              | LH 777         | 1979                        | Figura reclinada: cames en punta                        | Bronze 23 cm                         |                                                                   | |
|                                                              | LH 794         | 1970-1979                   | Figura reclinada: cap petit                             | Bronze 13,5 cm                       |                                                                   | |
|                                                              | LH 803         | 1980                        | Figura reclinada: faldilla de petxina                   | Bronze 185 cm                        |                                                                   | |
|                                                              | LH 805         | 1980                        | Figura reclinada: faldilla                              | Bronze 15 cm                         |                                                                   | |
|                                                              | LH 808         | 1980                        | Dona reclinada nº 1                                     | Bronze 25 cm                         |                                                                   | |
| Imatge de l'escultura Arxivat 2016-03-03 a Wayback Machine.  | LH 809         | 1981                        | Dona reclinada: colze                                   | Bronze 86,5 cm                       | Beverbrook Art Gallery Fredericton Canadà                         | |
| Leeds Art Gallery                                            | LH 810         | 1981                        | Dona reclinada: colze                                   | Bronze 221 cm                        | Leeds Art Gallery Leeds Regne Unit                                | L'escultura va ser creada per a la seva exposició a l'entrada de la Galeria d'Art de Leeds, la inauguració de la qual va tenir lloc l'any 1982 i on s'exhibeixen una gran quantitat d'obres de l'artista. En un primer moment s'havia pensat en una escultura en posició vertical, però Moore va preferir l'horitzontalitat de la seva Dona reclinada: colze, de formes arrodonides i amb el bronze polit al màxim, que contrasta amb les parets de pedra calcària i línies rectes de l'edifici. |
|                                                              | LH 811         | 1980                        | Dona reclinada nº 2                                     | Bronze 29 cm                         |                                                                   | |
|                                                              | LH 815         | 1981                        | Figura reclinada vestida: genoll                        | Bronze 19 cm                         |                                                                   | |
|                                                              | LH 823         | 1981                        | Figura reclinada dues peces: arc                        | Bronze 20,5 cm                       |                                                                   | |
|                                                              | LH 824         | 1981                        | Figura reclinada: rostre pla                            | Bronze 18,5 cm                       |                                                                   | |